# ジェイロン・ジョンソン
ジェイロン・ローレンス・ジョンソン（Jaylon Lawrence Johnson, 1999年4月19日 - ）は、アメリカ合衆国カリフォルニア州フレズノ出身のプロアメリカンフットボール選手。NFLのシカゴ・ベアーズに所属している。ポジションはコーナーバック。

## 経歴

### カレッジ
ユタ大学に進学し、1年目の2017年シーズンは12試合に出場して25タックル、1つのインターセプトを記録した。
2018年シーズンから先発に定着して41タックル、4つのインターセプトを記録し、オールPac-12ファーストチームに選出された。
2019年シーズンは36タックル、2つのインターセプトを記録し、2年連続でオールPac-12ファーストチームに選出された。シーズン終了後、2020年のNFLドラフトにアーリーエントリーした。

### シカゴ・ベアーズ
| 身長                        | 体重           | 腕 の 長 さ       | 手 の 大 き さ   | 40Yrd ダ ッ シ ュ | 10Yrd ス プ リ ッ ト | 20Yrd ス プ リ ッ ト | 20Yrd シ ャ ト ル | 3 コ 丨 ン ド リ ル | 垂 直 跳 び     | 立 ち 幅 跳 び      | ベ ン チ プ レ ス |
| --------------------------- | -------------- | ----------------- | ---------------- | ----------------- | -------------------- | -------------------- | ----------------- | ------------------- | --------------- | ------------------- | ----------------- |
| 5 ft 11+7⁄8 in (183 cm)     | 193 lb (88 kg) | 31+3⁄8 in (80 cm) | 9+3⁄8 in (24 cm) | 4.50 s            | 1.59 s               | 2.66 s               | 4.13 s            | 7.01 s              | 36.5 in (93 cm) | 10 ft 4 in (3.15 m) | 15 回             |
| All values from NFL Combine |                |                   |                  |                   |                      |                      |                   |                     |                 |                     |                   |

2020年のNFLドラフトにて全体50位でシカゴ・ベアーズから指名され、その後ルーキー契約を結んだ。
2020年シーズンはシーズン最後の3試合を肩の怪我により欠場したが、44タックル、15のパスディフレクションを記録した。
2021年シーズン、第2週のシンシナティ・ベンガルズ戦でジョー・バロウからキャリア初となるインターセプトを記録した。
2023年シーズンは契約最終年であり、契約延長の話題が取り沙汰されたが、開幕までに合意することはなかった。シーズンでは36タックル、10のパスディフレクション、4つのインターセプトを記録し、初のプロボウルに選出された。
フランチャイズタグをチームから行使されていたが、2024年3月7日にベアーズと4年7,600万ドルの契約延長で合意した。